# Tuat

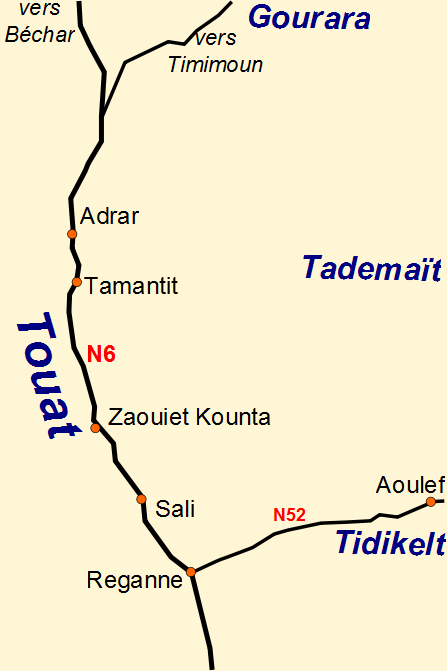
Mapa de la región de Tuat.

Tuat (también Tuwat y Touat) es una región desértica en el centro de Argelia que contiene una cadena de pequeños oasis. 
En el pasado, los oasis fueron importantes para las caravanas que cruzaban el desierto del Sahara.

## Geografía
La región de Tuat está situada en el centro de la wilaya de Adrar. 
Limita:
- al noroeste, por el Gran Erg Occidental, por la región Gourara y la meseta de Tademait;
- hacia el este, por la llanura de la Tidikelt;
- al sur y al oeste por el Erg Chech.